# Апуре
Апу́ре (ісп. Apure) — один з 23 штатів Венесуели. Штат отримав свою назву на честь однойменної річки.